# Ilsa, the Tigress of Siberia
Ilsa, the Tigress of Siberia (Nederlandse titel: Ilsa, meesteres van het mannenkamp) is een Canadese sexploitationfilm geregisseerd door Jean LaFleur. Het is het vierde en tevens laatste deel van de Ilsa filmserie.

## Synopsis
Het is 1953 en Ilsa werkt ondertussen als bewaakster in een gevangenenkamp in Siberië. Hier kan ze nog steeds naar hartenlust haar sadistische seksspelletjes uitoefenen op gevangenen. Eén gevangene, Yakurin, laat zich echter niet zomaar intimideren door Ilsa.

## Rolverdeling
- Dyanne Thorne ... Ilsa
- Michel-René Labelle  ... (als Michel René Labelle)
- Gilbert Beaumont ...
- Jean-Guy Latour ... Gregory
- Ray Landry ...
- Terry Haig ...
- Jacques Morin ...
- Henry Gamer ...
- Jorma Lindqvist ...
- Gil Viviano ... (als Gil Viviand)